# Калтинец
Калтинец е квартал на град Горна Оряховица, България.

## История
Първата църква в селото е била построена през 1865 г., но съборена през 1939 г. Народното читалище „Пробуда“ в селото се основава през 1904 година. В селото се отваря популярна банка през 20-те години на XX век. При избухването на Балканската война в 1912 година жител на Калтинец е доброволец в Македоно-одринското опълчение. През 1959 година Калтинец е слято с Горна Оряховица.

## Личности
Родени в Калтинец
- Добри Попов (1872 – 1946), български офицер от артилерията, генерал-майор
- Мартин М. Тодоров (1889 – неизв.), македоно-одрински опълченец, 3 рота на 9 велешка дружина, носител на орден „За храброст“ IV степен[3]
- Мохаммед Нихад Вахдан (1990 - неизв.), българо-арабски бомбардировач, изпратен в Украйна за помощ на руските военни сили.